# Бездетность
Безде́тность — состояние человека или супружеской пары, не имеющего(-их) своих детей. Бездетность обладает личным, социальным или политическим значением.
Бездетность может быть следствием как сознательного выбора, так и независящих от человека обстоятельств. При этом различают добровольную бездетность (чайлдфри) и антинатализм, при котором бездетность поощряется.

## Причины бездетности

### Добровольные
- Целибат (безбрачие), то есть абстиненция.
- Чайлдфри — личный выбор, то есть решение не иметь детей при физической, ментальной и финансовой возможности их иметь.
- Антинатализм — отказ от воспроизводства по этическим соображениям.
- Отказ от размножения в пользу добровольного вымирания человечества.

### Невольные
- Бесплодие, то есть неспособность пары зачать ребёнка.

- Гинекологические проблемы, включая физические травмы, вызванные предыдущей беременностью.

- Проблемы с психическим здоровьем, включая когнитивные нарушения (нарушения исполнительных функций) и депрессию, не позволяющую заниматься воспитанием детей.
- Практические трудности, связанные с окружающей обстановкой и социальной средой:

- Влияние социальных, культурных или правовых норм:

- отсутствие партнера или партнера противоположного пола
- социально-правовые барьеры на пути усыновления, например, запрет на усыновление одинокими лицами и однополыми парами.

- Экономическое или социальное давление в сторону сначала достижения определенного уровня на карьерной лестнице и только потом рождения детей, что увеличивает вероятность выхода из репродуктивного возраста.

- Недостаток финансовых и других ресурсов, ставящий под сомнение шансы выносить или воспитать ребёнка:

- Недостаток финансовых ресурсов при отсутствии семейной и общественной поддержки.
- Плохая доступность медицинской помощи (часто накладывается на недостаток финансовых ресурсов).
- Недоступность услуг помощи по хозяйству, необходимой из-за рабочего графика или по медицинским показаниям.

- Нежелание партнера, если таковой существует, зачать или воспитывать детей (включая нежелание усыновить ребёнка).